# Kiên Thành, Chũ
Kiên Thành là một xã thuộc thị xã Chũ, tỉnh Bắc Giang, Việt Nam.

## Địa lý
Xã Kiên Thành có diện tích 28,71 km², dân số năm 2023 là 10.787 người, mật độ dân số đạt 375 người/km².

## Lịch sử
Ngày 10 tháng 7 năm 1958, Bộ Nội vụ ban hành Nghị định số 225-NV về việc thành lập xã Kiên Thành thuộc huyện Lục Ngạn trên cơ sở 7 thôn: Gai Mùi, Chùa Rào, Cầu Nguôn, Núi Năng, Nương, Trại Giáp, Mản Hạ của xã Kiên Lao.
Ngày 27 tháng 10 năm 1962, Quốc hội ban hành Nghị quyết về việc thành lập tỉnh Hà Bắc trên cơ sở tỉnh Bắc Giang và tỉnh Bắc Ninh. Khi đó, xã Kiên Thành thuộc huyện Lục Ngạn, tỉnh Hà Bắc.
Ngày 6 tháng 11 năm 1996, Quốc hội ban hành Nghị quyết về việc chia tỉnh Hà Bắc thành tỉnh Bắc Giang và tỉnh Bắc Ninh. Khi đó, xã Kiên Thành thuộc huyện Lục Ngạn, tỉnh Bắc Giang.
Ngày 8 tháng 12 năm 2016, HĐND tỉnh Bắc Giang ban hành Nghị quyết số 41/NQ-HĐND về việc thành lập thôn Bằng Công trên cơ sở thôn Bãi Bằng và thôn Thành Công.
Ngày 28 tháng 9 năm 2024, Ủy ban Thường vụ Quốc hội ban hành Nghị quyết số 1191/NQ-UBTVQH15 về việc sắp xếp đơn vị hành chính cấp huyện, cấp xã của tỉnh Bắc Giang giai đoạn 2023 – 2025 (nghị quyết có hiệu lực từ ngày 1 tháng 1 năm 2025). Theo đó, chuyển xã Kiên Thành thuộc huyện Lục Ngạn về thị xã Chũ mới thành lập quản lý.